# Sarah Nikitin
Sarah Nikitin, född 27 december 1988, är en brasiliansk bågskytt. Han deltog vid olympiska sommarspelen 2016.